# 皮克特语
皮克特语是一种已经灭亡了的语言，使用者为中世纪早期位于苏格兰北部和中部的皮克特人。與其他死語一樣，学术界對於皮克特語起源，以及它與其他語言的關係的了解均非常少。

## 起源

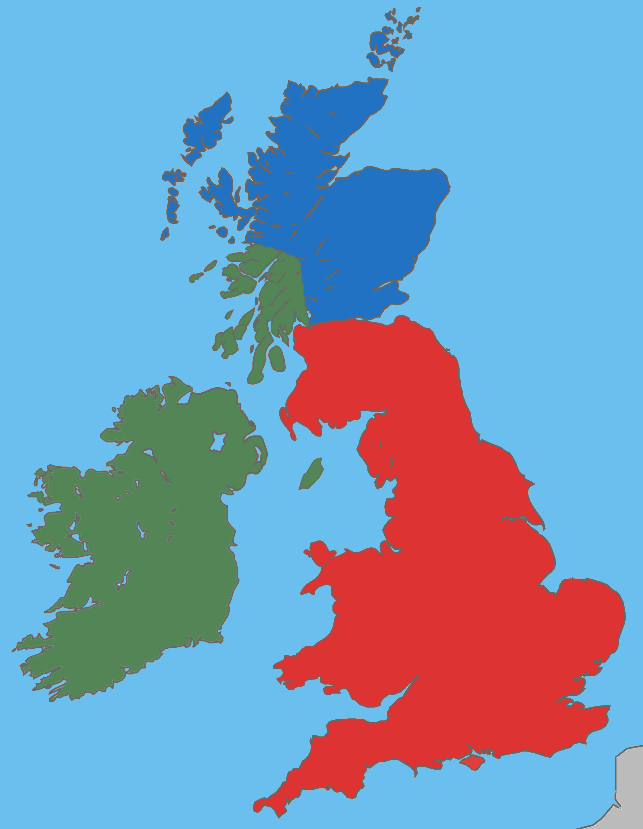
5世纪时英伦三岛
主要为盖尔亚语
主要为皮克特语
主要为布立吞亚语

這裡將皮克特人及他們的語言分別歸類為凱爾特人以及凱爾特語族的語言，這點還需要進一步的考察，但從地名的證據來看是傾向支持這個論點的。地名讓我們知道史前皮克特人的部落是存在於現今的蘇格蘭地區，以 "Aber-"、"Lhan-"、"Pit-"，或 "Fin-" 開頭的地名，都顯示了這些地區曾是過去皮克特人所居住過的地方，例如 Aberdeen「亞伯丁」、Lhanbryde、Pitmedden、Pittodrie「皮托德里」，及 Findochty 等。還有一項可以作為支持這個假設的證據，就是說蓋爾語言的人自古就認為皮克特人是他們稱做 Cruithne —— 布立吞語言民族的一支（或等同布立吞語言民族）。Cruithne 與威爾斯語的 Prydain 很可能是同源詞，我們可以在比較兩個字之後，看到印歐語系的子音 /kw/ 分別對應到蓋爾亞支語言的 /k/ 及布立吞亞支語言的 /p/ 的標準過程。而之後英語的 Britain「不列顛」便是由布立吞凱爾特語的 Prydain（或更古老的形式：Pretani）經由拉丁語起源的。
但是同樣地，其他假設也同時存在。例如巴斯克民族主義者 Federico Krutwig（1921 - 1998）就依語言上的相似性試著將皮克特人與巴斯克人拉上關係。根據他的理論，皮克特人與巴斯克人都是當初比原始印歐民族更早在歐洲生活的先住民。然而皮克特語相關語料的缺乏，增加了驗證這項假設的難度。